# Dynaspidiotus rhodesiensis
Dynaspidiotus rhodesiensis är en insektsart som först beskrevs av Hall 1928.  Dynaspidiotus rhodesiensis ingår i släktet Dynaspidiotus och familjen pansarsköldlöss.
Artens utbredningsområde är Zimbabwe. Inga underarter finns listade i Catalogue of Life.